# Pokornyopsis
Pokornyopsis is een geslacht van uitgestorven kreeftachtigen uit de klasse van de Ostracoda (mosselkreeftjes).

## Soorten
- Pokornyopsis bettenstaedti (Bartenstein, 1949) Kozur, 1974 †
- Pokornyopsis feifeli (Triebel, 1941) Kozur, 1974 †
- Pokornyopsis tenuireticulata Herrig, 1981 †